# Logor Knićanin (Rudolfsgnad)
Koncentracijski logor Knićanin (Rudolfsgnad) ili Sabirni logor Knićanin bio je jugokomunistički koncentracijski logor nakon završetka Drugog svjetskog rata. Osnovala ga je Jugoslavenska vlast u Knićaninu u listopadu 1945.
Koncentracijski logor je bio korišten za starosjedilačke njemačke žene, djecu i starijie osobe iz Vojvodine (većinom iz srednjeg i južnog Banata). Prosječan broj ljudi unutar logora bio je 17.200, a najveći broj je 20.500.
Procjenjuje se da oko 13.000 ljudi ubijeno ili umrlo u logoru, od kojih su 7.767 slučajeva smrti dokumentirano.
Nakon raspuštanja logora Nijemcima starosjediocima je oduzeta imovina i naseljene su srpske obitelji iz BiH, Hrvatske i Crne Gore.
Spomen ploča za žrtve iz masovne grobnice u blizini je izgrađena u 1998. s natpisom na srpskom i njemačkom jeziku.
Logor je raspušten u ožujku 1948. nakon (ukupno 29 mjeseci ili 880 dana).

## Vanjske poveznice
- Hrvatski institut za povijest[neaktivna poveznica]
- Deutsche Welle:Rehabilitacija ne važi za sve[neaktivna poveznica]
- Nekažnjeni zločini nad Podunavskim Švabama[neaktivna poveznica] Glas Koncila br. 11/06, strana 25.